# Hrvoje Horvat
Hrvoje Horvat (Bjelovar, 22 maggio 1946) è un ex pallamanista e allenatore di pallamano croato, fino al 1992 jugoslavo.

## Palmarès

### Olimpiadi
- 1 medaglia:
  - 1 oro (Monaco di Baviera 1972)

### Mondiali
- 2 medaglie:
  - 2 bronzi (Francia 1970; Germania Est 1974)

### Giochi del Mediterraneo
- 1 medaglia:
  - 1 oro (Tunisi 1967)